# 瓦西里夫卡 (拉德任市鎮)
48°42′12″N 29°6′28″E / 48.70333°N 29.10778°E
瓦西里夫卡（烏克蘭語：Василівка）是位於烏克蘭西南部的村莊，由文尼察州海辛區的拉德任市鎮負責管轄。該村始建於1720年，面積0.2平方公里，海拔高度210米，2001年人口495，人口密度每平方公里2,426.47人。